# Grande Mestre de Xadrez
Grande (ou Grão) Mestre Internacional (GMI), mais conhecido na forma simplificada Grande Mestre ou Grão-Mestre (GM), é um dos títulos vitalícios concedidos pela Federação Internacional de Xadrez aos enxadristas profissionais. Para obter este título é necessária uma pontuação igual ou superior a 2500 pontos em pelo menos 27 partidas válidas pelo rating da FIDE e três normas de Grande Mestre, sendo necessária performance de 2600 num torneio com no mínimo 3 grandes mestres de diferentes países. O título foi criado em 1950.
Com excepção do título de Campeão Mundial, o título de Grande Mestre é o título mais alto que um jogador de xadrez pode alcançar. Uma vez conquistado, o título é vitalício, embora, em casos excepcionais, ele possa ser revogado por motivos de desonestidade. O título de Grande Mestre, juntamente com os títulos FIDE inferiores de Mestre Internacional (MI), Mestre FIDE (MF) e Candidato a Mestre (CM), está disponível para todos os jogadores. Os títulos FIDE são concedidos apenas nas reuniões trimestrais do Conselho da FIDE.

## História
O uso de grande mestre para um especialista em algum campo é registrado desde 1590. O primeiro uso conhecido do termo grande mestre em conexão com o xadrez foi na edição de 18 de fevereiro de 1838 de Bell's Life, na qual um correspondente se referiu a William Lewis como "nosso grande mestre passado". Posteriormente, George Walker e outros se referiram a Philidor como um grande mestre, e o termo também foi aplicado a alguns outros jogadores.

### Uso inicial em torneios

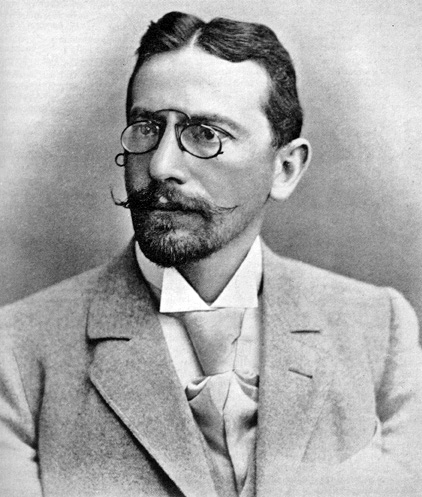
Siegbert Tarrasch (1862–1934)

O Torneio de xadrez de Ostende em 1907 foi dividido em duas seções: o Torneio de Campeonato e o Torneio de Mestres. A seção do Campeonato era destinada a jogadores que já haviam vencido um torneio internacional. Siegbert Tarrasch venceu a seção do Campeonato, superando Carl Schlechter, Dawid Janowski, Frank Marshall, Amos Burn e Mikhail Chigorin. Esses jogadores foram descritos como grandes mestres para os propósitos do torneio.
O Torneio de San Sebastián de 1912, vencido por Akiba Rubinstein, foi designado como um evento de grande mestre. Rubinstein venceu com 12½ pontos em 19. Empatados em segundo lugar com 12 pontos estavam Aron Nimzowitsch e Rudolf Spielmann.
De acordo com alguns relatos, no Torneio de xadrez de São Petersburgo de 1914, o título de Grande Mestre foi formalmente conferido pelo Czar Nicolau II da Rússia, que havia financiado parcialmente o torneio. O Czar supostamente concedeu o título aos cinco finalistas: Emanuel Lasker, José Raúl Capablanca, Alexander Alekhine, Siegbert Tarrasch e Frank Marshall. O historiador de xadrez Edward Winter questionou essa história, afirmando que as primeiras fontes conhecidas que a apoiam são um artigo de Robert Lewis Taylor na edição de 15 de junho de 1940 da revista The New Yorker e a autobiografia de Marshall, My 50 Years of Chess (1942).

### Uso informal e soviético antes de 1950
Antes de 1950, o termo grande mestre era por vezes aplicado informalmente a jogadores de nível mundial. A Fédération Internationale des Échecs (FIDE, ou Federação Internacional de Xadrez) foi fundada em Paris em 1924, mas, à época, não concedia títulos formais.
Em 1927, a Federação de Xadrez da União Soviética estabeleceu o título de Grande Mestre da União Soviética, na forma do termo alemão "Großmeister". Na época, os jogadores soviéticos não competiam fora do país. Esse título foi abolido em 1931, após ter sido concedido a Boris Verlinsky, vencedor do Campeonato Soviético de Xadrez de 1929. O título foi restabelecido em 1935 e concedido a Mikhail Botvinnik, que assim se tornou o primeiro "Grande Mestre oficial" da URSS. Verlinsky não teve seu título restaurado.

### Status oficial (a partir de 1950)

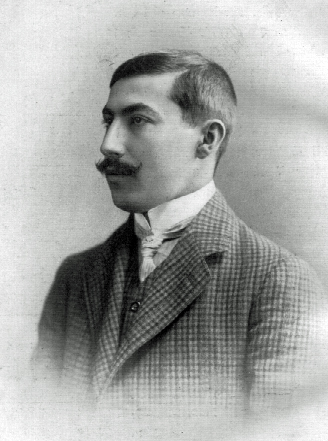
Akiba Rubinstein (1880–1961)

Em 1950, a FIDE criou os títulos de Grande Mestre (GM), Mestre Internacional (MI) e Mestre Feminino (MF, mais tarde conhecido como Mestre Internacional Feminino ou WIM). O título de grande mestre é, por vezes, chamado de "Grande Mestre Internacional" (IGM), possivelmente para distingui-lo de títulos nacionais semelhantes, embora a forma abreviada seja muito mais comum hoje em dia.
Os títulos eram concedidos por uma resolução da Assembleia Geral e do Comitê de Qualificação da FIDE, sem critérios formais escritos. Em 1950, a FIDE concedeu o título de Grande Mestre a 27 jogadores. Esses jogadores eram:
- Os melhores jogadores da época: o campeão mundial Mikhail Botvinnik, e aqueles que se classificaram para (ou foram convidados ao) torneio inaugural dos Candidatos em 1950: Isaac Boleslavsky, Igor Bondarevsky, David Bronstein, Max Euwe, Reuben Fine, Salo Flohr, Paul Keres, Alexander Kotov, Andor Lilienthal, Miguel Najdorf, Samuel Reshevsky, Vasily Smyslov, Gideon Ståhlberg e László Szabó.
- Jogadores ainda vivos que, embora não estivessem em seu auge em 1950, foram reconhecidos como tendo sido de classe mundial no passado: Ossip Bernstein, Oldřich Duras, Ernst Grünfeld, Boris Kostić, Grigory Levenfish, Géza Maróczy, Jacques Mieses, Viacheslav Ragozin, Akiba Rubinstein, Friedrich Sämisch, Savielly Tartakower e Milan Vidmar.

Como a FIDE não concedia o título de Grande Mestre postumamente, jogadores de classe mundial que faleceram antes de 1950, incluindo os campeões mundiais Steinitz, Lasker, Capablanca e Alekhine, nunca receberam o título. Alguns jogadores ainda vivos, como o britânico-indiano Mir Sultan Khan, o alemão Paul Lipke e o francês Eugene Znosko-Borovsky, também não receberam títulos. Sultan Khan recebeu o título de GM postumamente em 2024.

#### Regulamentos de 1953

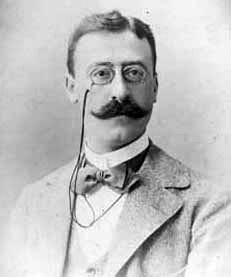
Jacques Mieses (1865–1954), um dos primeiros Grandes Mestres da FIDE

As concessões de título sob os regulamentos originais eram influenciadas por questões políticas. Efim Bogoljubow, que havia emigrado da União Soviética para a Alemanha, não foi incluído na primeira classe de Grandes Mestres, apesar de ter disputado dois matches pelo Campeonato Mundial de Xadrez com Alekhine. Ele recebeu o título em 1951, em uma votação de treze a oito, com cinco abstenções. A Iugoslávia apoiou sua candidatura, mas todos os outros países Comunistas se opuseram. Em 1953, a FIDE aboliu os antigos regulamentos, embora mantivesse uma provisão para que mestres veteranos que tivessem sido ignorados pudessem receber o título. Os novos regulamentos concediam o título de Grande Mestre Internacional da FIDE aos jogadores que cumprissem qualquer um dos seguintes critérios:
1. O campeão mundial.
2. Mestres com o direito absoluto de disputar o Torneio de Candidatos ao Campeonato Mundial ou qualquer jogador que substitua um competidor ausente e consiga pelo menos 50% dos pontos.
3. O vencedor de um torneio internacional que atenda a padrões específicos, além de qualquer jogador que termine em segundo lugar em dois desses torneios no intervalo de quatro anos. O torneio deve ter pelo menos onze rodadas e sete ou mais jogadores, sendo 80% ou mais Grandes Mestres Internacionais ou Mestre Internacionales. Além disso, 30% dos jogadores devem ser Grandes Mestres com o direito absoluto de participar do próximo Torneio de Candidatos ao Campeonato Mundial, ou que tenham participado de tal torneio nos últimos dez anos.
4. Um jogador que demonstre habilidade manifestamente equivalente ao critério (3) acima em um torneio ou match internacional. Esses títulos devem ser aprovados pelo Comitê de Qualificação com o apoio de pelo menos cinco membros.

#### Regulamentos de 1957
Após a emissão dos regulamentos de título de 1953, reconheceu-se que eles eram um tanto aleatórios, e iniciou-se um trabalho para revisar os regulamentos. O Congresso da FIDE em Viena, em 1957, adotou novos regulamentos, chamados de sistema FAV, em reconhecimento ao trabalho realizado pelo Árbitro Internacional Giovanni Ferrantes (Itália), Alexander (provavelmente Conel Hugh O'Donel Alexander), e Giancarlo Dal Verme (Itália). Sob os regulamentos de 1957, o título de Grande Mestre Internacional da FIDE foi automaticamente concedido a:
1. O campeão mundial.
2. Qualquer jogador que se classificasse a partir do torneio Interzonal para jogar no Torneio de Candidatos, mesmo que não jogasse no Torneio de Candidatos por qualquer motivo.
3. Qualquer jogador que se classificasse a partir do Interzonal para jogar nos Candidatos, mas que fosse excluído devido à limitação no número de participantes de sua Federação.
4. Qualquer jogador que efetivamente jogasse no Torneio de Candidatos e marcasse pelo menos 33⅓% dos pontos.

Os regulamentos também permitiam que títulos fossem concedidos por um Congresso da FIDE mediante recomendação do Comitê de Qualificação. As recomendações eram baseadas no desempenho em torneios qualificatórios, com a pontuação necessária dependendo da porcentagem de Grandes Mestres e Mestres Internacionais no torneio.

#### Regulamentos de 1965
Preocupações foram levantadas de que os regulamentos de 1957 eram muito flexíveis. No Congresso da FIDE em 1961, o GM Milan Vidmar afirmou que os regulamentos "permitiam a concessão de títulos internacionais a jogadores sem mérito suficiente". No Congresso de 1964 em Tel Aviv, foi formada uma subcomissão para propor mudanças nos regulamentos. A subcomissão recomendou a abolição da concessão automática de títulos, criticou os métodos utilizados para conceder títulos com base em desempenhos qualificatórios e sugeriu uma mudança na composição do Comitê de Qualificação. Vários delegados apoiaram as recomendações da subcomissão, incluindo o GM Miguel Najdorf, que considerava que os regulamentos existentes estavam levando a uma inflação de títulos internacionais. No Congresso de 1965 em Wiesbaden, a FIDE elevou os padrões exigidos para os títulos internacionais. Os regulamentos do título de Grande Mestre Internacional foram:
- 1. Qualquer Campeão Mundial é automaticamente agraciado com o título de GM
- 2a. Qualquer pessoa que obtenha pelo menos 40% em uma partida de quartas de final do Torneio dos Candidatos
- 2b. Obtenha pelo menos o número de pontos em um torneio correspondente a uma pontuação de 55% contra Grandes Mestres, mais 75% contra Mestres Internacionais (IM) e 85% contra outros jogadores (um "norma" de GM).

Para cumprir o requisito 2b, o candidato deve obter uma norma de GM em um torneio de categoria 1a ou duas normas dentro de um período de três anos em dois torneios de categoria 1b, ou em um torneio de categoria 2a e um de categoria 1b.
As categorias de torneios são:
- 1a — pelo menos dezesseis jogadores, com pelo menos 50% sendo GMs e 70% pelo menos IMs
- 1b — pelo menos doze jogadores, com pelo menos 33⅓% GMs e 70% IMs
- 2a — pelo menos quinze jogadores, com pelo menos 50% IMs
- 2b — de dez a quatorze jogadores, com pelo menos 50% IMs.

Como os títulos da FIDE são vitalícios, um GM ou IM não conta para fins desse requisito se ele não tiver obtido um resultado de GM ou IM nos cinco anos anteriores ao torneio.
Além disso, não mais que 50% mais um dos jogadores podem ser do mesmo país em torneios de 10 a 12 jogadores, ou no máximo 50% mais dois para torneios maiores.
Setenta e quatro títulos de GM foram concedidos de 1951 a 1968. Durante esse período, dez títulos de GM foram concedidos em 1965, mas apenas um em 1966 e em 1968.

#### Regulamentos de 1970
O sistema moderno para concessão de títulos da FIDE evoluiu a partir das propostas de "Dorazil", apresentadas ao Congresso da FIDE na Olimpíada de Xadrez de Siegen 1970. As propostas foram elaboradas por Wilfried Dorazil (então Vice-Presidente da FIDE) e membros do Comitê, o Grande Mestre Svetozar Gligorić e o Professor Arpad Elo. As recomendações do relatório do Comitê foram adotadas integralmente.
Essencialmente, as propostas foram baseadas no trabalho do Professor Elo ao desenvolver seu sistema de classificação Elo. O estabelecimento de uma lista atualizada de jogadores e suas classificações Elo possibilitou que torneios internacionais significativamente fortes fossem atribuídos a uma Categoria, com base na média de classificação dos participantes. Por exemplo, decidiu-se que o status de 'Categoria 1' seria aplicado a torneios com uma classificação Elo média dos participantes na faixa de 2251–2275; da mesma forma, a Categoria 2 aplicaria-se à faixa 2276–2300, etc. Quanto maior a Categoria do torneio, mais forte o torneio.
Outro componente essencial envolvia a definição de normas meritórias para cada Categoria de torneio. Os jogadores devem atingir ou superar a pontuação relevante para demonstrar que tiveram desempenho no nível de Grande Mestre (GM) ou Mestre Internacional (IM). As pontuações foram expressas como percentuais de uma pontuação máxima perfeita e diminuíam conforme a Categoria do torneio aumentava, refletindo assim a força dos adversários e a relativa dificuldade da tarefa.
Os organizadores de torneios podiam então aplicar os percentuais ao formato do próprio torneio e declarar antecipadamente a pontuação real que os participantes deveriam atingir para obter um resultado de GM ou IM (atualmente referido como norma).
| Cat. | Média Elo | Pontuação (GM) | Pontuação (MI) |
| ---- | --------- | -------------- | -------------- |
| 1    | 2251–2275 | 85%            | 76%            |
| 2    | 2276–2300 | 83%            | 73%            |
| 3    | 2301–2325 | 81%            | 70%            |
| 4    | 2326–2350 | 78%            | 67%            |
| 5    | 2351–2375 | 76%            | 64%            |

| Cat. | Média Elo | Pontuação (GM) | Pontuação (MI) |
| ---- | --------- | -------------- | -------------- |
| 6    | 2376–2400 | 73%            | 60%            |
| 7    | 2401–2425 | 70%            | 57%            |
| 8    | 2426–2450 | 67%            | 53%            |
| 9    | 2451–2475 | 64%            | 50%            |
| 10   | 2476–2500 | 60%            | 47%            |

| Cat. | Média Elo | Pontuação (GM) | Pontuação (MI) |
| ---- | --------- | -------------- | -------------- |
| 11   | 2501–2525 | 57%            | 43%            |
| 12   | 2526–2550 | 53%            | 40%            |
| 13   | 2551–2575 | 50%            | 36%            |
| 14   | 2576–2600 | 47%            | 33%            |
| 15   | 2601–2625 | 43%            | 30%            |

Para se qualificar para o título de Grande Mestre, um jogador precisava alcançar três desses resultados de GM em um período contínuo de três anos. Excepcionalmente, se os jogos contributivos do jogador totalizassem 30 ou mais, o título poderia ser concedido com base em dois desses resultados. Havia também circunstâncias em que o sistema podia ser adaptado para eventos por equipes e outras competições.
As propostas completas incluíam muitas outras regras e regulamentos, abordando tópicos como:
- Formatos de torneios elegíveis
- Participantes elegíveis
- Participantes não classificados
- Registro de torneios junto à FIDE
- Cálculos, incluindo o tratamento de frações

## Grandes Mestres brasileiros
Há quinze Grandes Mestres brasileiros.